# Marcelle Dauphin
Marcelle Dauphin (* 7. September 1893 in Luxemburg-Rollingergrund; † 4. Mai 1976 in Petingen) war die erste Zahnärztin Luxemburgs. Bereits 1869 hatte die Deutsche Henriette Hirschfeld-Tiburtius als erste Frau weltweit nach einem akademischen Studium in den Vereinigten Staaten diese Funktion erreicht.
Ihre luxemburgischen Zahnarztzulassung erhielt die unverheiratete 29-jährige Marcelle Dauphin aus Hollerich am 12. Oktober 1922. Ein Jahr später bekam das Großherzogtum mit Louise Welter (1897–1999) die zweite Ärztin, eine Ärztin für Allgemeinmedizin.
Anfang 1923 bezog sie ihre eigene Praxis in Wiltz, wo ihr Bruder Baukonduktor war. Wenig später, ab dem 1. Juli 1926, hat sie sich in der Stadt Luxemburg niedergelassen, sonntags und montags praktizierte sie aber noch eine Zeit lang weiter in Wiltz. 1953 verlegte sie ihre Praxis nach Petingen.